# 八幡社古墳群

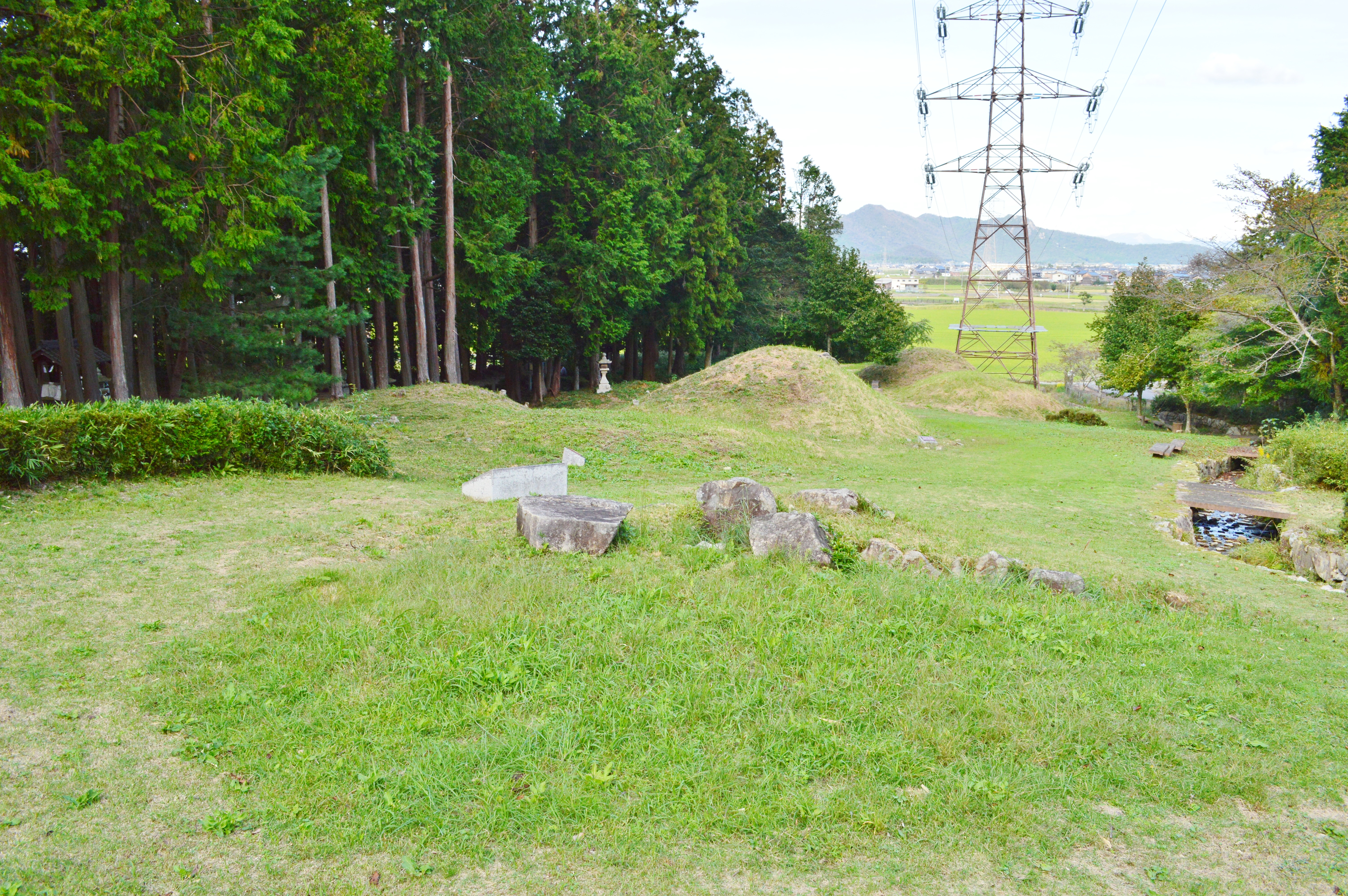
41-47号墳手前に41号墳、鉄塔前に46号墳。

八幡社古墳群（はちまんしゃこふんぐん）は、滋賀県東近江市中羽田町にある古墳群。滋賀県指定史跡に指定されている。

## 概要
湖東地方の雪野山東麓に営造された古墳時代後期の古墳群である。雪野山周辺では、山頂の雪野山古墳のほか、山麓で本古墳群や八幡社南古墳群・平石古墳群・中羽田古墳群・天狗前古墳群など200基以上の古墳の分布が知られる。本古墳群では、八幡神社周辺に前方後円墳1基（46号墳）・円墳16基の計17基の古墳が分布する。
古墳群は山腹の5基、緩傾斜地-裾部の12基の2支群から構成され、2-3基ずつのまとまりで直線的に分布する。群中唯一の前方後円墳である46号墳（八幡社古墳）は前方後円墳としては小型であるが、埋葬施設を3基の横穴式石室とする点などで特色を示す。その他の円墳は直径6-15メートルで、いずれも横穴式石室を埋葬施設とする。
この八幡社古墳群は、古墳時代後期の6世紀中頃から7世紀初頭頃の営造と推定される。特に46号墳は滋賀県内における最終末の前方後円墳に位置づけられるほか、前方後円墳を伴う後期古墳群としては滋賀県内では唯一の例として注目される古墳群になる。
古墳群域は1983年（昭和58年）に滋賀県指定史跡に指定された。現在では史跡整備のうえで雪野山歴史公園として公開されている。

## 遺跡歴
- 1979年（昭和54年）、測量調査[3]。
- 1983年（昭和58年）3月28日、滋賀県指定史跡に指定[6]。
- 1990年（平成2年）、41号墳の発掘調査[7]。

## 主な古墳

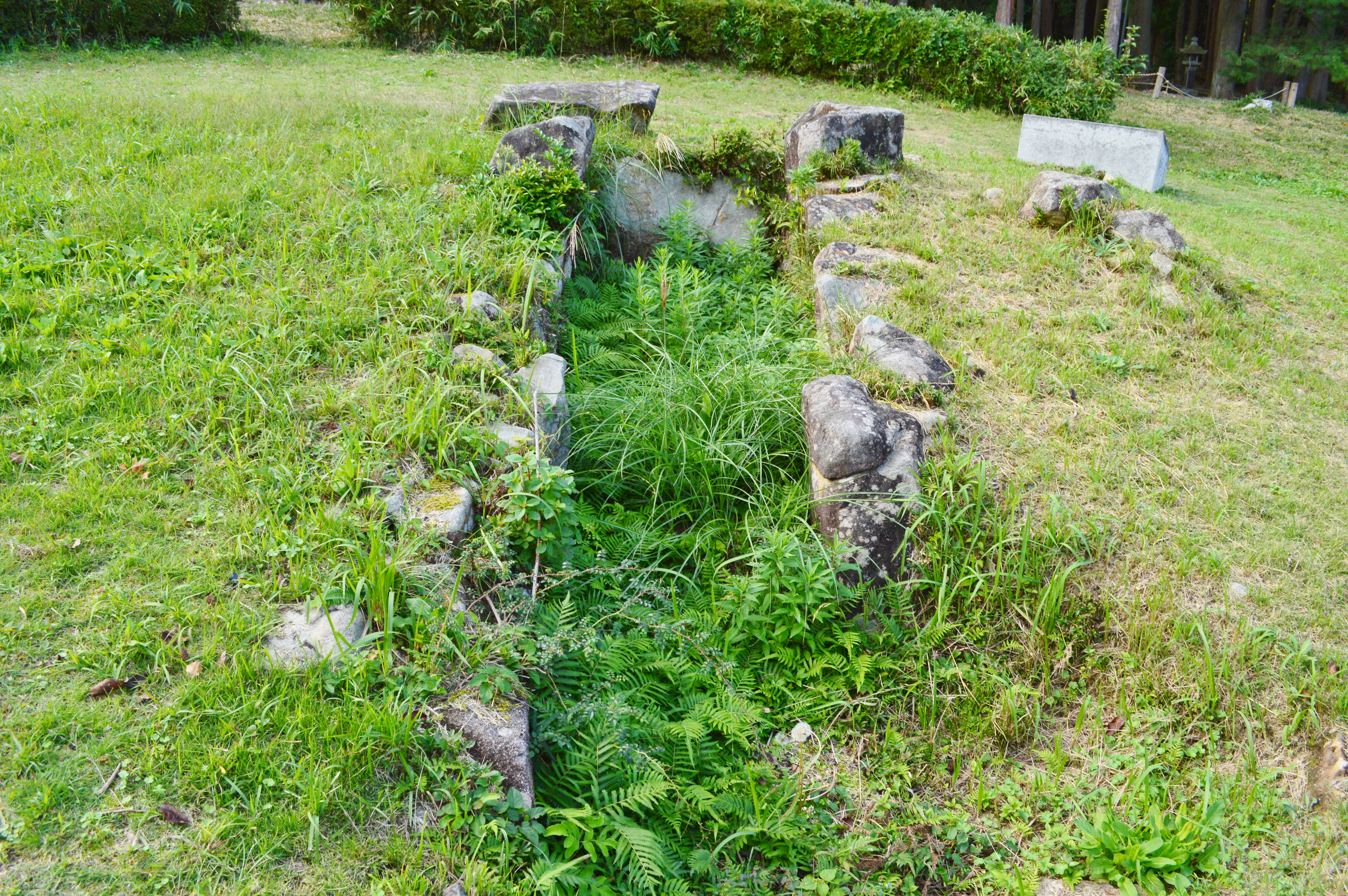
41号墳 石室

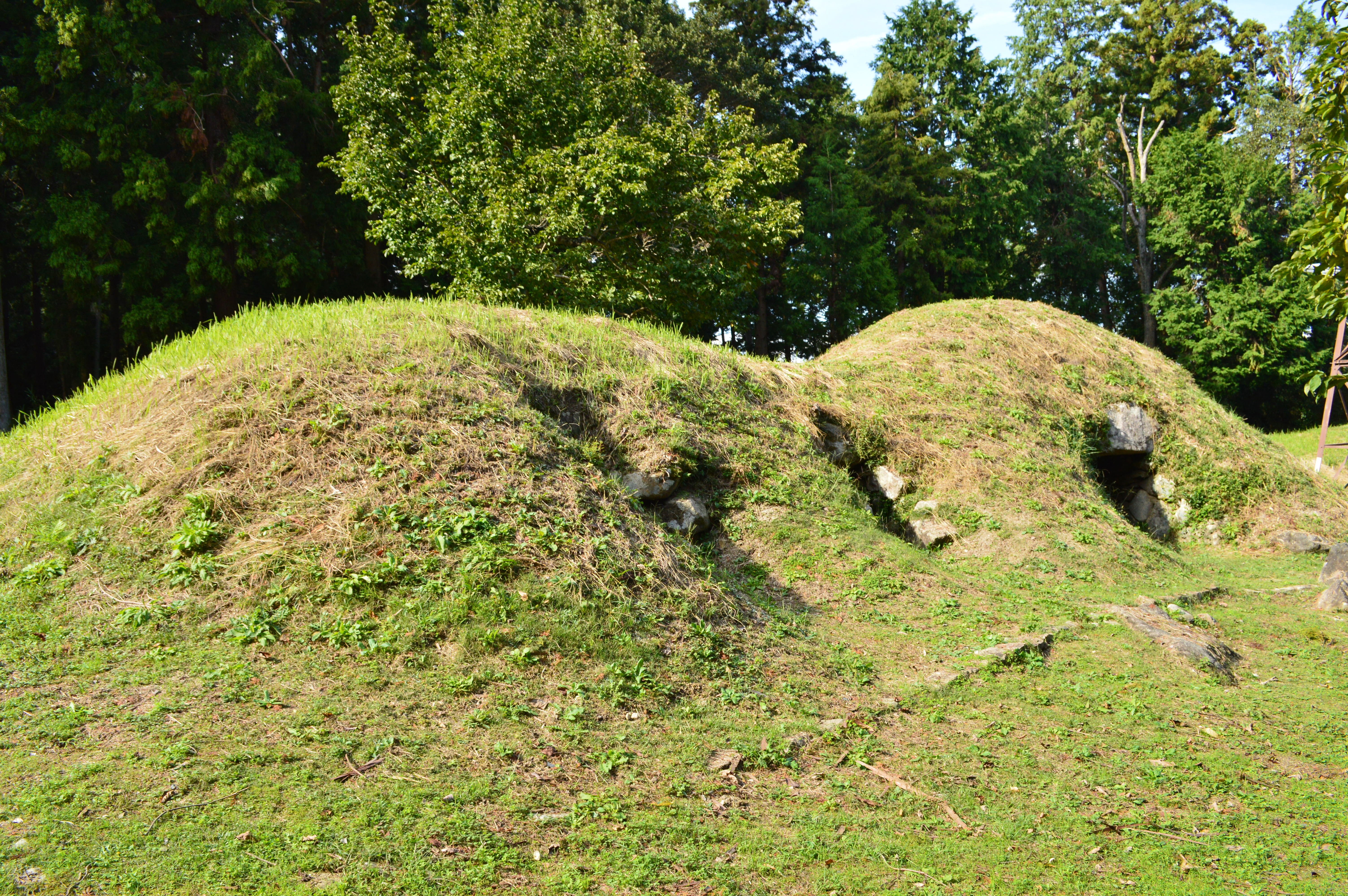
46号墳 墳丘左に前方部、右奥に後円部。石室3基が開口する。

41号墳
円墳。直径約11メートル。埋葬施設は両袖式の横穴式石室で、玄室は長さ2.9メートル・幅1.3メートル、羨道は長さ2.3メートル以上・幅0.9メートルを測る。石室の天井石は取り除かれている。玄室床面からは副葬品として、須恵器（坏身2・坏蓋2・短頸壺1・提瓶1）・土師器（小型壺1）・鉄釘1・鉄製品1が検出されている。築造時期は7世紀前半頃と推定される。
46号墳（八幡社古墳）
前方後円墳。墳丘長21メートル（または24メートル）。墳丘表面で葺石・埴輪は認められないほか、墳丘周囲に周濠も認められていない。埋葬施設は横穴式石室3基からなり、後円部・くびれ部・前方部に1基ずつが構築される。石室の規模は次の通り。
- 後円部石室（1号石室/A室）
両袖式。
玄室：長さ4.2メートル、幅1.5-2.2メートル、高さ2.0メートル（現状）
羨道：長さ3.0メートル（現状）、幅1.1-1.2メートル、高さ1.2メートル（現状）
- くびれ部石室（3号石室/B室）
片袖式。
玄室：長さ3.15メートル、幅1.1メートル、高さ1.8メートル（現状）
羨道：長さ2.9メートル（現状）、幅0.8メートル、高さ1.2メートル（現状）
- 前方部石室（2号石室/C室）
両袖式、L字形。
玄室：長さ4.8メートル、幅1.6メートル、高さ2.3メートル（現状）
羨道：長さ2.8メートル（現状）、幅1.2-1.6メートル、高さ1.2メートル（現状）
副室：長さ1.8メートル、幅1.6メートル、高さ1.2メートル（現状）

これらの石室は、後円部→くびれ部→前方部の構築順と推定される。後円部石室は墳丘築造当初、くびれ部石室・前方部石室は後の追造と見られ、3基の構築時期は6世紀後半から末までの短期間とされる。滋賀県内で最も新しい時期の前方後円墳である点、後期古墳群中の前方後円墳である点、1墳丘3石室である点、L字形石室を有する点で特色を示す。

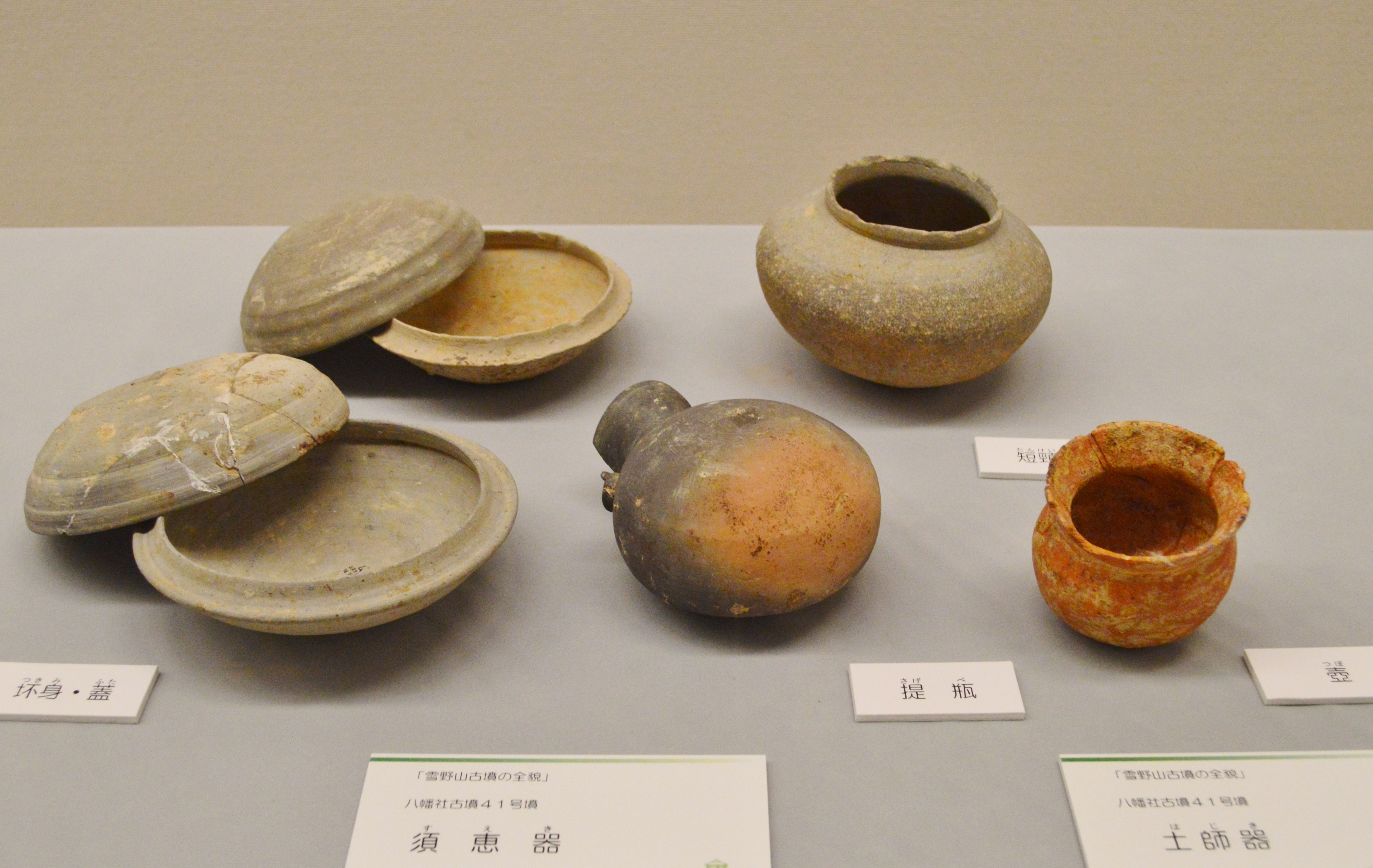
41号墳 出土品 観峰館企画展示にて撮影。
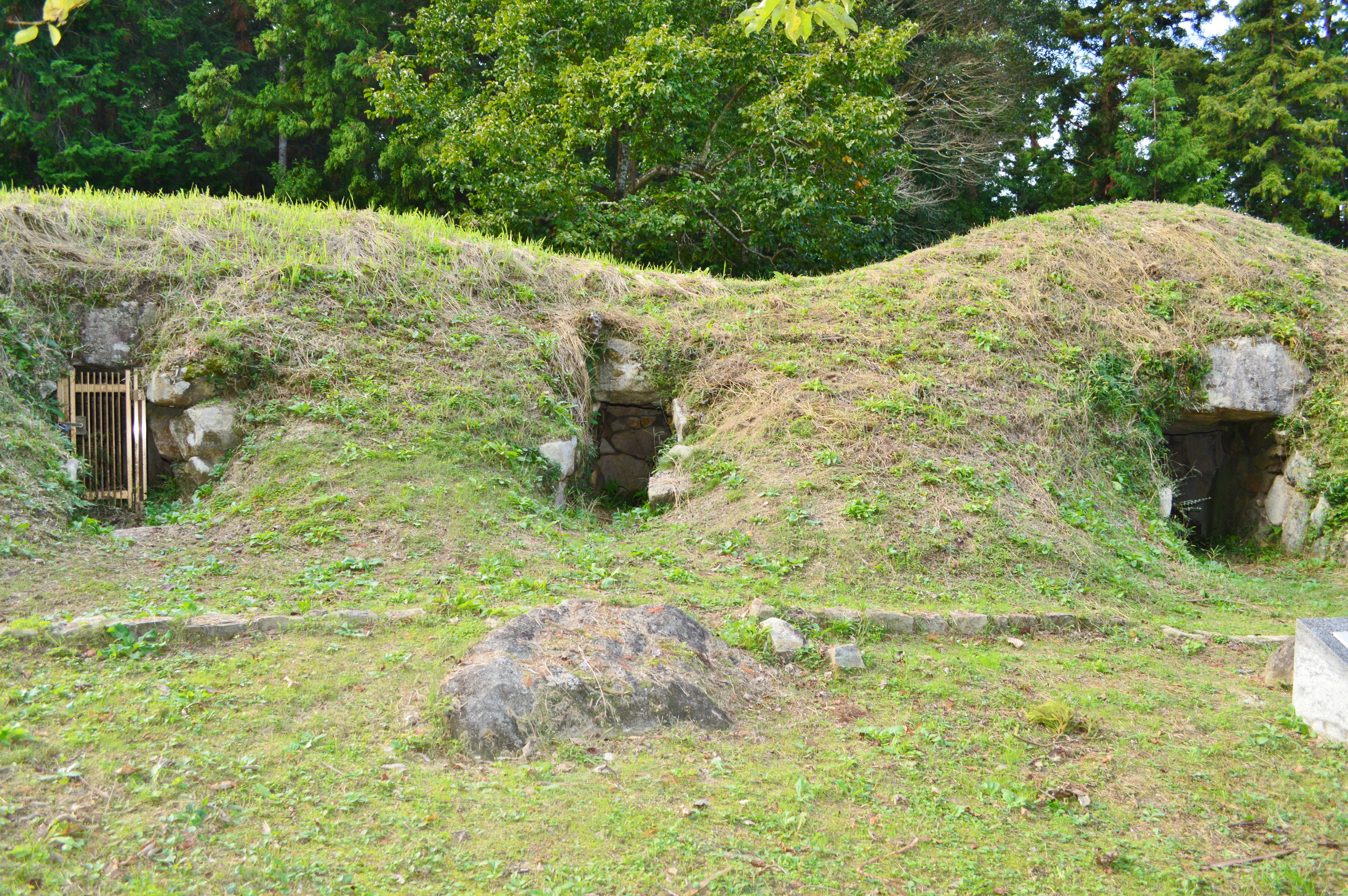
46号墳 石室開口部 左から前方部石室、くびれ部石室、後円部石室。
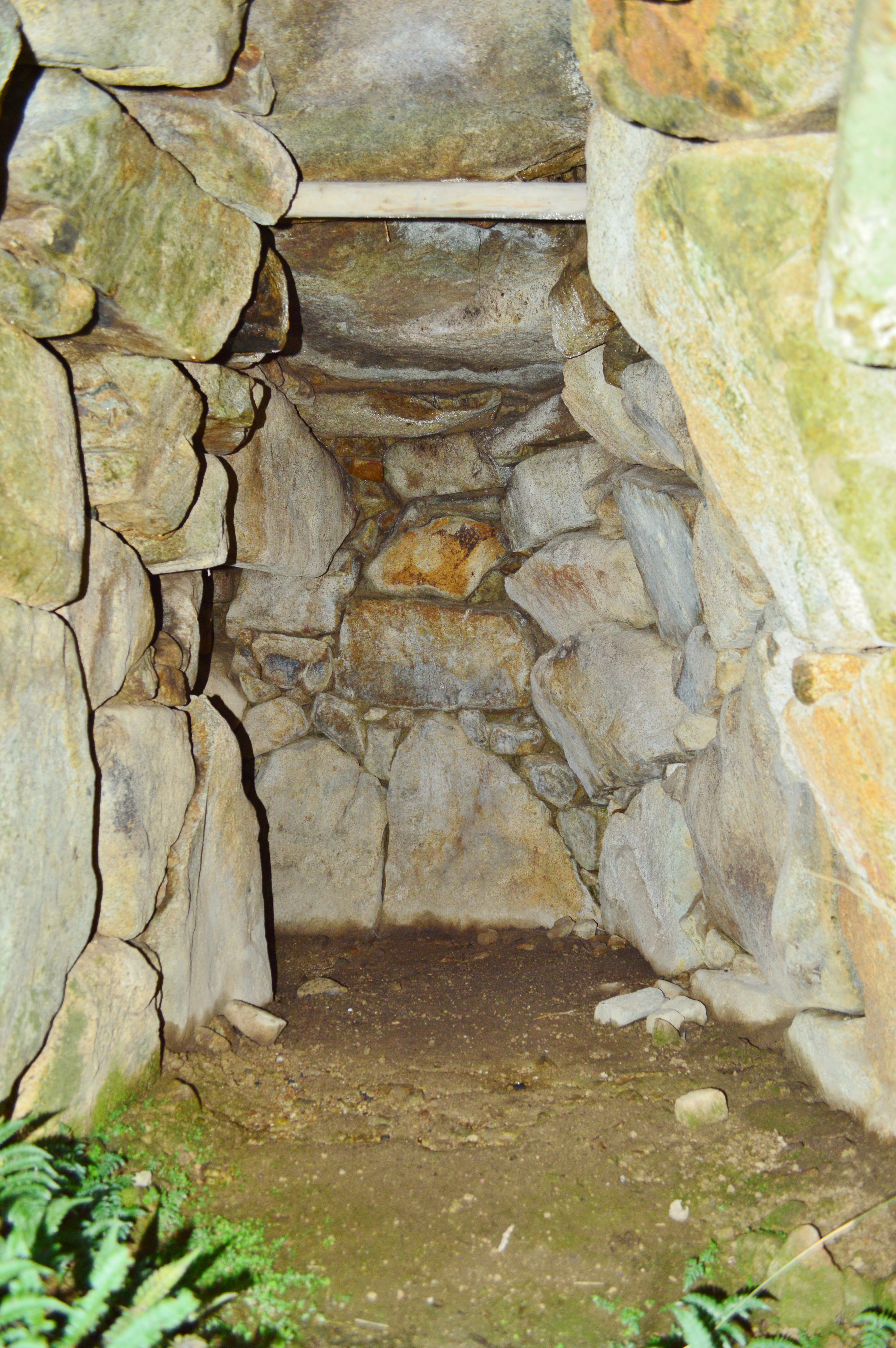
46号墳 前方部石室 奥から左へ副室が続く。
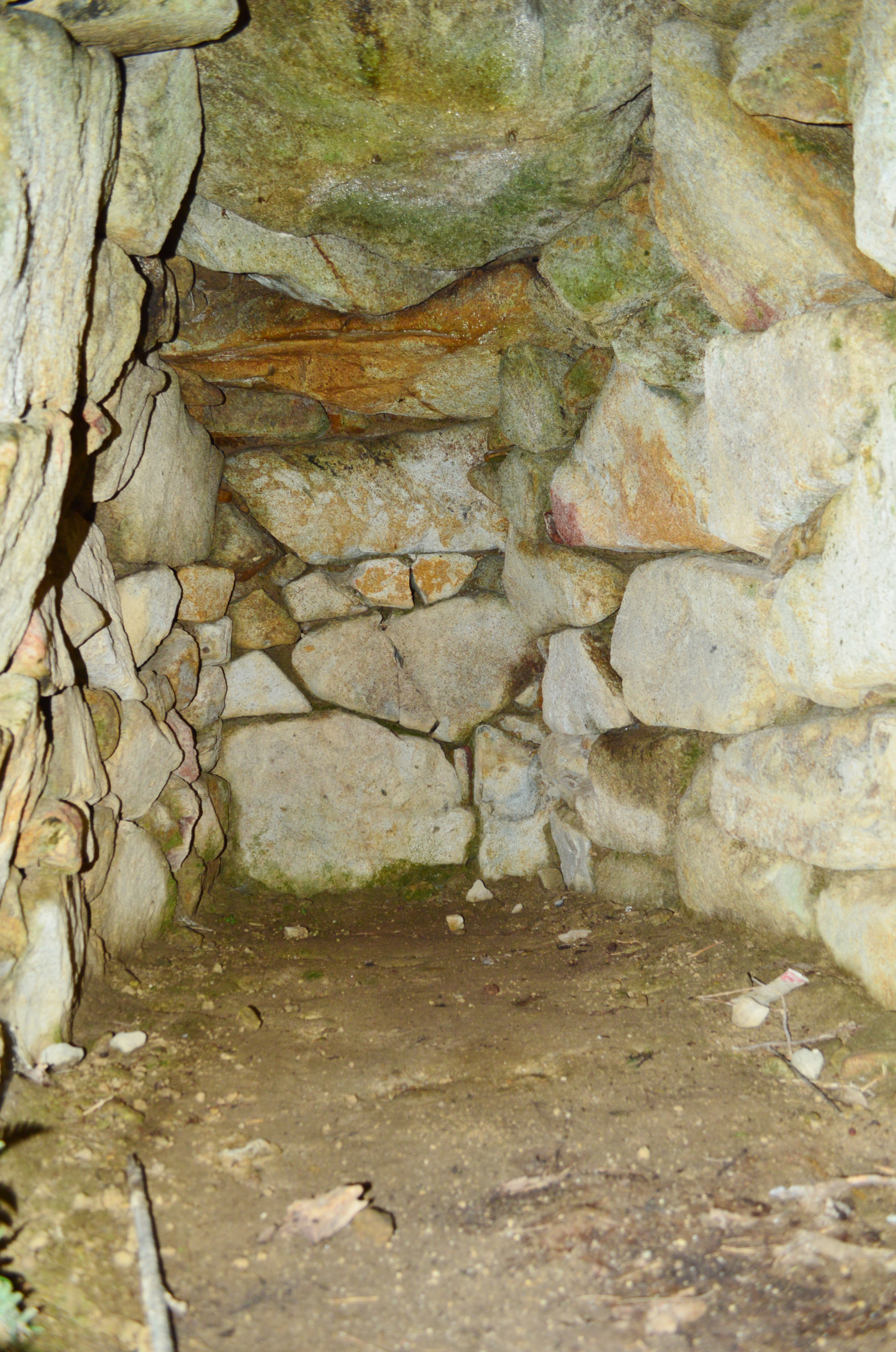
46号墳 くびれ部石室
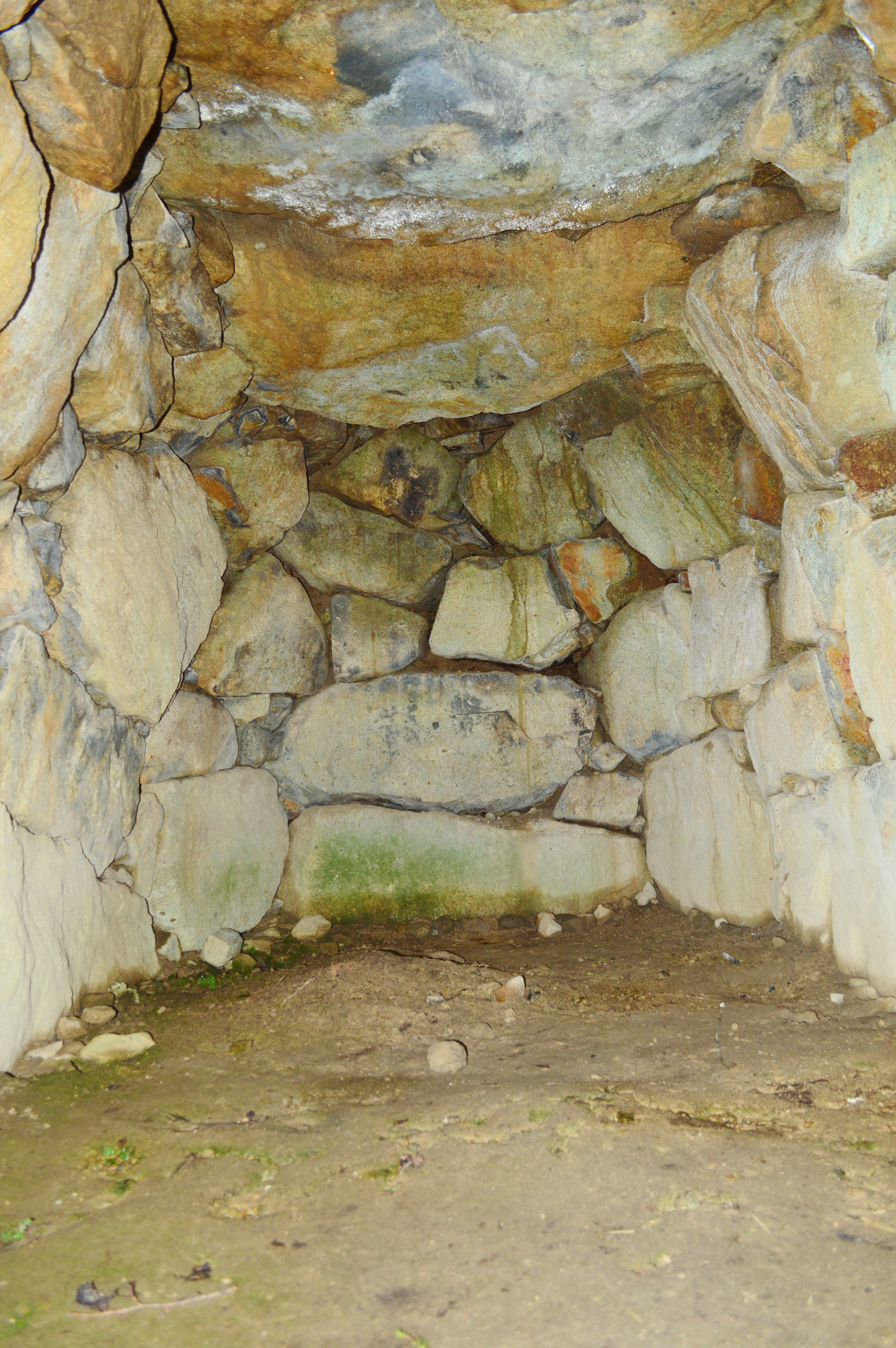
46号墳 後円部石室

## 文化財

### 滋賀県指定文化財
- 史跡
  - 八幡社古墳群 - 12基の古墳域[6]。1983年（昭和58年）3月28日指定[8][6]。

## 関連文献
（記事執筆に使用していない関連文献）
- 「八幡社古墳群」『八日市市史 第1巻（古代）』八日市市、1983年。
- 「県指定史跡 八幡社古墳」『昭和57年度滋賀県文化財調査年報』滋賀県教育委員会、1984年。
- 『八日市市文化財調査報告11 -八幡社古墳群発掘調査報告書-』八日市市教育委員会、1992年。
- 「八幡社古墳群」 (PDF)  滋賀県教育委員会事務局文化財保護課、2004年（滋賀県総合教育センター「滋賀県文化財学習シート」）。